# Campeonato Afegão de Futebol
A Afghan Premier League (APL), também conhecida como Roshan Afghan Premier League por razões de patrocínio, é uma liga de futebol profissional masculina dirigida pela Federação Afegã de Futebol (AFF). É a principal competição do país para o desporto. A competição começou em Setembro de 2012. A liga é atualmente disputada por oito equipes. As temporadas são disputadas de Setembro a Outubro, seguidas de uma série final envolvendo as duas equipes mais bem colocadas em cada um dos dois grupos de quatro equipes. Os clubes bem-sucedidos da Premier League afegã ganham qualificação para a competição continental, a Copa AFC.
Eles também são os atuais campeões vencendo por 1-0 na final da Premier League do Afeganistão de 2019 contra Shaheen Asmayee .

## História
A Liga foi criada em 2012 com a primeira temporada até Setembro e Outubro daquele ano. 8 equipes foram criadas simultaneamente em 2012 para se tornarem concorrentes inaugurais.
Os jogadores da liga foram encontrados através de um reality show chamado Maidan e sabz ("Campo Verde"). O conceito veio da Federação de Futebol do Afeganistão e do Grupo MOBY, com sede no Afeganistão, que possui vários canais de TV e estações de rádio e é o maior grupo de mídia do país. Os canais do MOBY Group transmitem as partidas. Os jogadores foram votados em equipes por um júri e pelo público da televisão. Oito equipes de 18 jogadores, uma de cada região, foram formadas.
O Alto Conselho Afegão para a Paz elogiou a criação e o desenvolvimento da Liga como "oportunidade de trazer paz e estabilidade" ao Afeganistão.
O Shaheen Asmayee FC conquistou o recorde de 4 títulos da Premier League afegã ( 2013, 2014, 2016 e 2017). Eles também são a única equipe que venceu 2 títulos consecutivos, duas vezes, e a única equipe que alcançou a final da Liga Afegã em cinco temporadas consecutivas (2013-2017).

## Equipas
- Shaheen Asmayee FC (Falcão de Asmayee), Região da Grande Cabul.
- Toofaan Harirod FC (tempestade de Harirood), região ocidental.
- Simorgh Alborz FC (Alborz Phoenix), região Noroeste.
- Oqaban Hindukush FC (Hindukush Eagles), região Central
- Mawjhai Amu FC (Amu Waves), região nordeste.
- De Maiwand Atalan FC (Campeões Maiwand), região Sudoeste.
- De Spin Ghar Bazan FC (Spin Ghar Goshawk), região leste.
- De Abasin Sape FC (Abasin Waves), região Sudeste.

## Cobertura de Mídia
O grupo de mídia privada Moby Group tem os direitos oficiais para cobrir todas as partidas do APL. Os jogos são transmitidos ao vivo nos dois canais de televisão da companhia no Afeganistão, a saber, TOLO e Lemar,  e também oferecem comentários ao vivo em suas estações de rádio, Arman FM e Arakozia FM. As partidas também estão disponíveis ao vivo no maior site de compartilhamento de vídeos do mundo, YouTube, na página oficial da liga no YouTube.

## Patrocínios
Roshan Telecom é o patrocinador do título da Premier League afegã, após o qual é nomeado como Roshan Afghan Premier League. Parceiros oficiais da Afghan Premier League são o Afghanistan International Bank e a Hummel International, que forneceram o kit para as equipes. 

## Campeões
| Edição | Campeão            | Resultado final | Vice-campeão      |
| ------ | ------------------ | --------------- | ----------------- |
| 2012   | Toofaan Harirod    | 2–1             | Simorgh Alborz    |
| 2013   | Shaheen Asmayee    | 3–1             | Simorgh Alborz    |
| 2014   | Shaheen Asmayee    | 3–2             | Oqaban Hindukush  |
| 2015   | De Spin Ghar Bazan | 4–3             | Shaheen Asmayee   |
| 2016   | Shaheen Asmayee    | 2–1             | De Maiwand Atalan |
| 2017   | Shaheen Asmayee    | 2–1             | De Maiwand Atalan |
| 2018   | Toofaan Harirod    | 1–0             | Shaheen Asmayee   |
| 2019   | Toofaan Harirod    | 1–0             | Shaheen Asmayee   |
| 2020   | Shaheen Asmayee    | 1–0             | Simorgh Alborz    |

## Títulos por equipa
| Clube              | Nº de títulos | Anos dos títulos              |
| ------------------ | ------------- | ----------------------------- |
| Shaheen Asmayee    | 5             | 2013, 2014, 2016, 2017 e 2020 |
| Toofaan Harirod    | 3             | 2012, 2018 e 2019             |
| De Spin Ghar Bazan | 1             | 2015                          |